# Mary Terán de Weiss
María Luisa Beatriz Terán (Rosario, 29 de enero de 1918 - Mar del Plata, 8 de diciembre de 1984), conocida como Mary Terán de Weiss, fue una tenista argentina, la primera de esta nacionalidad en alcanzar los primeros planos del tenis mundial.

## Biografía

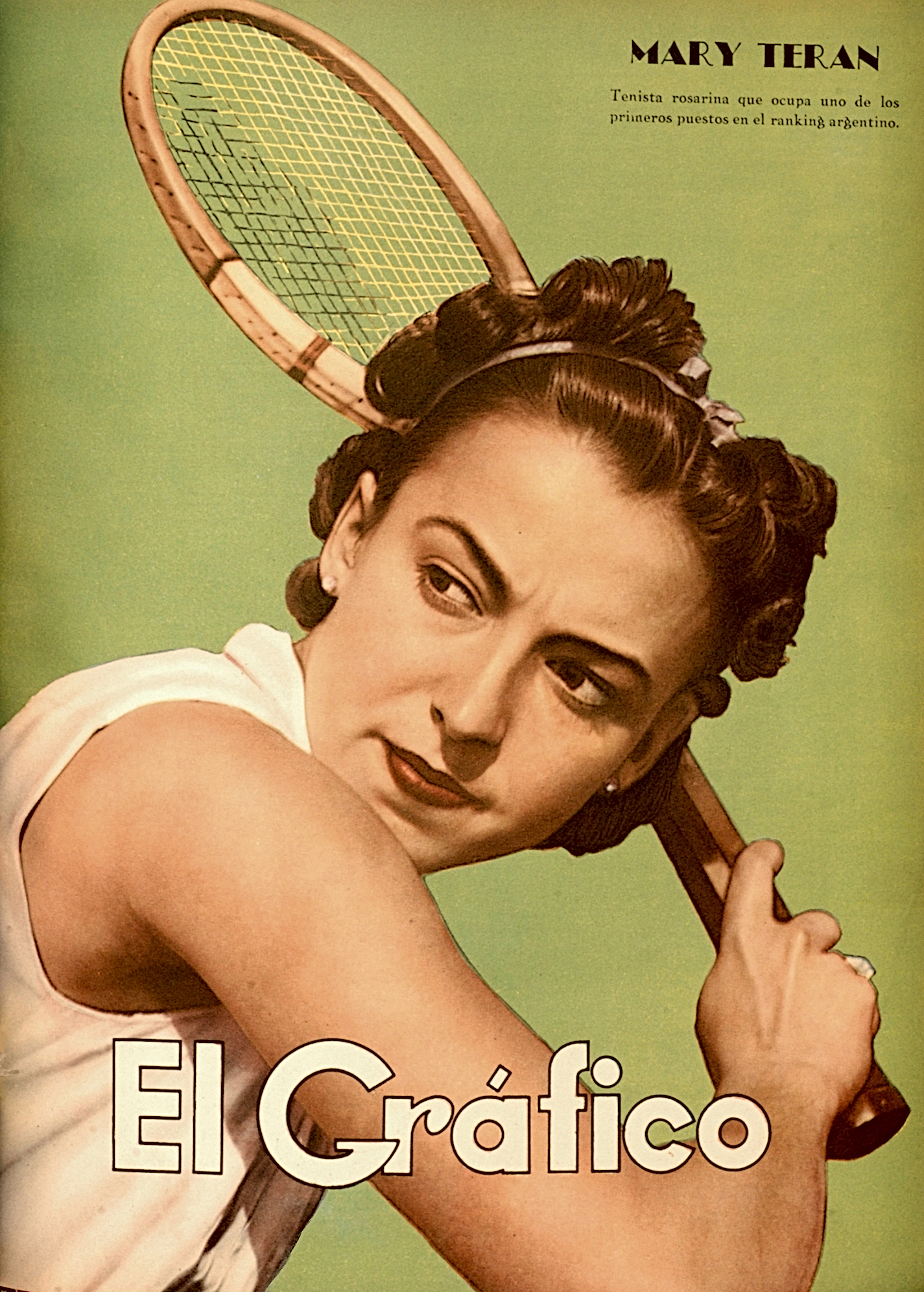
Mary Terán en la portada de la revista El Gráfico, 1939.

María Luisa Terán nació en la ciudad de Rosario el 29 de enero de 1918. A los 7 años comenzó a practicar tenis en el club Rosario Rowing, donde su padre era el encargado del bufet. También era una buena nadadora. A los 15 se animó a cruzar el río Paraná a nado y ser, además, timonel del equipo de remeros del Club Alberdi.
En 1940, durante un viaje en tren, conoció a quien luego sería su marido, Heraldo Weiss, quien ya era campeón argentino y capitán del equipo de tenis de la Copa Davis. Enviudaría pocos años más tarde.

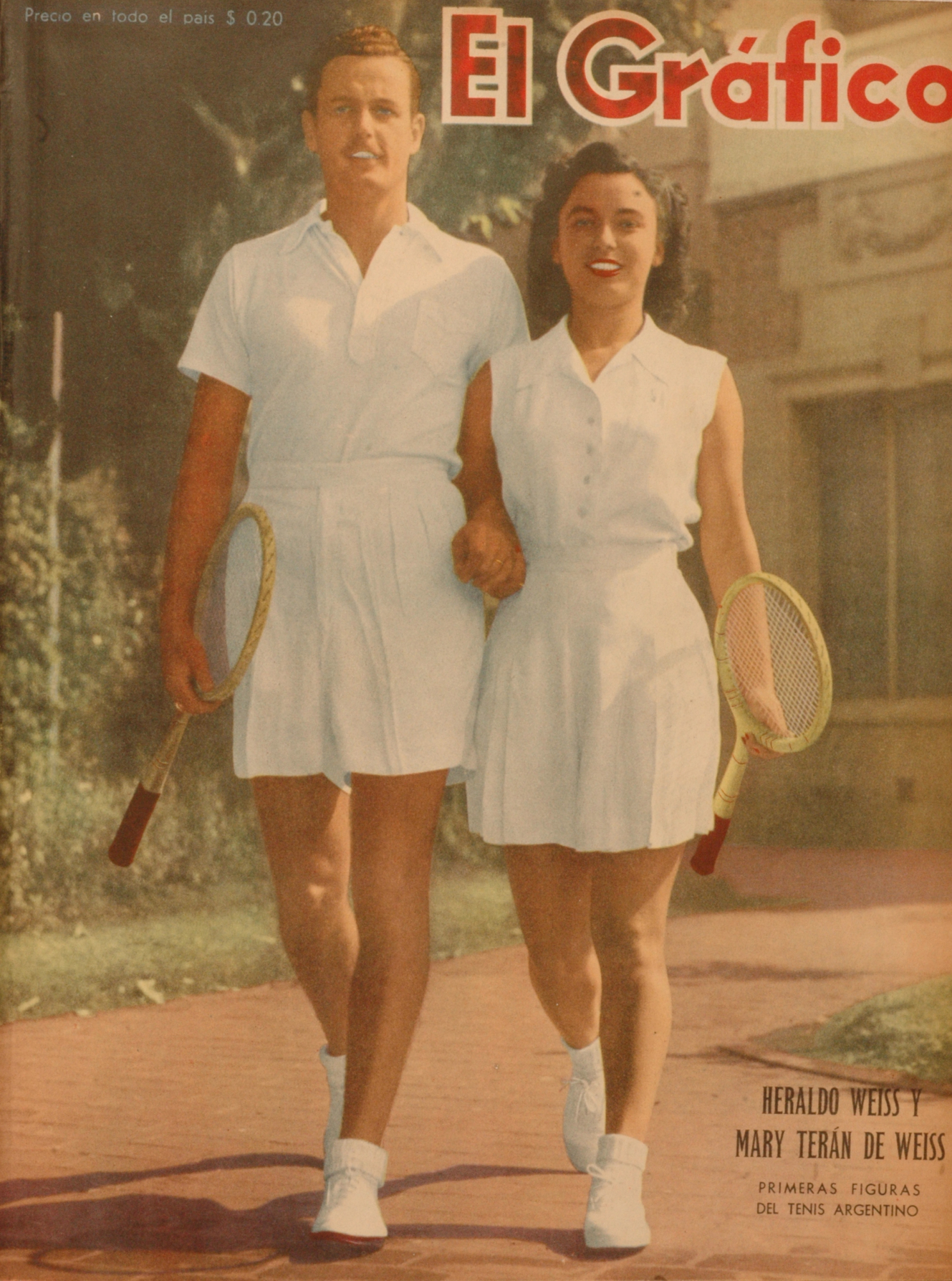
Mary Terán junto a su esposo Heraldo Weiss en la portada de El Gráfico, 1945.

Durante su campaña deportiva, disputó 1100 partidos internacionales, de los que ganó 832 (entre singles, dobles, damas y dobles mixtos), de estos triunfos 28 fueron en certámenes internacionales, entre ellos el Plate de Wimbledon.
Terán fue número uno de Argentina en 1941, 1944, 1946, 1947 y 1948. Ganó dos medallas de oro y una de bronce en los primeros Juegos Panamericanos disputados en Buenos Aires en 1951, siendo una de las grandes figuras de ese torneo. Se la consideraba una de las mejores veinte tenistas del mundo.
Además, fue protagonista en otros campos del deporte, era vicepresidenta de la primera y única institución para el deporte femenino, el Ateneo Deportivo Femenino Evita, conformado en julio de 1951, el que, aunque separado de las organizaciones deportivas nacionales tradicionales, como la CAD-COA7, tenía la capacidad de influir y participar en el accionar de estas, pero su papel fundamental era el fomento de las actividades deportivas para niñas y mujeres.
Colaboró con la administración de la ciudad de Buenos Aires durante el gobierno de Juan Domingo Perón, fue asesora de la Dirección de Deportes de la ciudad junto con Juan Manuel Fangio, donde organizaba torneos deportivos infantiles y escuelas de tenis mixtas, con el fin de popularizar la actividad en Argentina, que por entonces (y hasta entrada la década de 1980), estaba organizada como deporte de élite.
Con la instalación en septiembre de 1955 de la dictadura militar autodenominada Revolución Libertadora, comenzó a ser perseguida debido a sus ideas políticas. Ese mismo año, la Asociación Argentina de Tenis, que fue intervenida por el presidente de facto Pedro Eugenio Aramburu, exigió que se la excluyera del circuito internacional, con la firma de Enrique Morea, exigencia que fue rechazada por la Asociación Internacional de Tenis, debido a "su evidente intencionalidad de persecución política contra Weiss".
Simultáneamente, le prohibieron toda participación deportiva en el país. Durante ese período, vivió exiliada en Montevideo. Posteriormente se trasladó a España y continuó su campaña en Europa con resonantes éxitos, pero sus hazañas no eran difundidas en Argentina por disposición de las autoridades del gobierno de facto.
Al volver el sistema democrático en 1959, durante la gestión de Arturo Frondizi, regresó al país. Venía de obtener rotundos triunfos en Alemania, Austria, Escocia, Filipinas, India, Irlanda, Pakistán, Suecia y Turquía.
Intentó volver a actuar públicamente en el Club Atlético River Plate, pero otros deportistas se opusieron a que compitiera, invocando argumentos políticos:

Lo más lamentable fue que, cuando se programaban los partidos, sus oponentes no se presentaban a jugar para impedir la acumulación de puntaje en el ranking nacional.

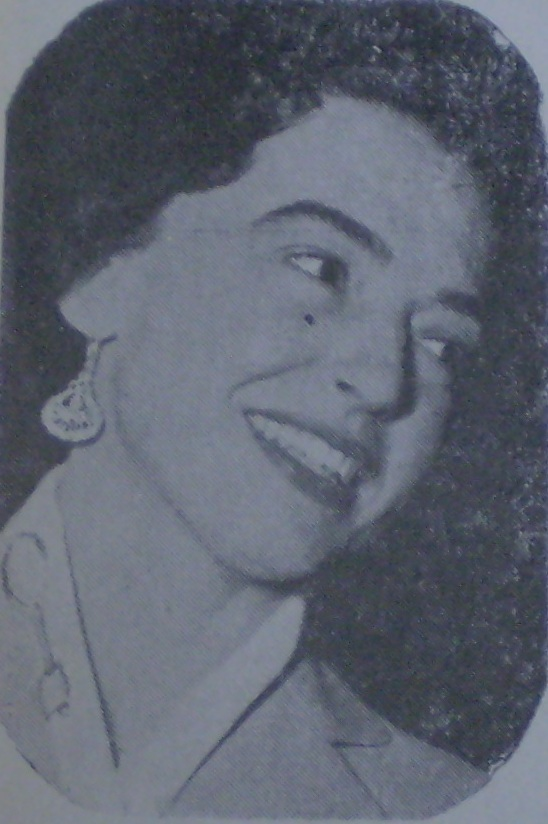
Mary Terán

Durante décadas permaneció ignorada por el Estado, los medios de comunicación y las organizaciones deportivas. En 1980, durante el Proceso de Reorganización Nacional, la Fundación Konex organizó una edición especial de los premios Konex, para premiar a las personalidades argentinas más destacadas del siglo, ignorándola completamente.
También en 1980, promovió una campaña de apoyo a Guillermo Vilas, quien con su destacado desempeño internacional estaba popularizando el tenis en Argentina y por esa razón se encontraba enfrentado con las autoridades de la Asociación Argentina de Tenis, que pretendían preservar la característica elitista del deporte en el país.

## Carrera deportiva
Disputó 1100 partidos internacionales, de los que ganó 832 (entre singles, dobles damas y dobles mixtos), de estos triunfos, 28 fueron en certámenes internacionales.
Ganó los siguientes torneos: Torneo de Berlín (1949), Abierto de Irlanda (1950), Israel (1950), Colonia (Alemania) (1951), Baden-Baden (1951) y Welsh (1954), así como varias veces el Torneo del Río de la Plata. Ganó también el Plate de Wimbledon, disputado entre los jugadores eliminados del torneo inglés. En 1948, alcanzó los cuartos de final del Abierto de Francia.
Fue número uno de Argentina en 1941, 1944, 1946, 1947 y 1948. Ganó dos medallas de oro (single y doble femenino con Felisa Piédrola) y una de bronce (dobles mixto con Alejo Rusell) en los Juegos Panamericanos de 1951, siendo una de las grandes figuras de ese torneo. En esa época, era considerada una de las mejores veinte tenistas del mundo.
Adherente del peronismo, fue condecorada con la Medalla Peronista, y luego del golpe de Estado de 1955 fue perseguida por sus ideas políticas, razón por la cual primero debió exiliarse en España y finalmente, con la suspensión que decretó el dictador Pedro Eugenio Aramburu sobre ella y otros deportistas de primer nivel, se vio obligada a abandonar la actividad deportiva. Durante décadas permaneció ignorada por el Estado, los medios de comunicación y las organizaciones deportivas, hasta que se suicidó en 1984, a los 66 años.
En la década del 2000, se inició un movimiento destinado a recuperar su memoria, que se concretó en 2006 con la decisión de la Legislatura de la Ciudad de Buenos Aires de imponer su nombre al estadio de tenis construido en el Parque Roca de esa ciudad, el mayor de Sudamérica.

## Fallecimiento
Pese a la recuperación de la democracia a fines de 1983, Mary permaneció ignorada por el gobierno y los medios de comunicación. Afectada por una profunda depresión, se suicidó el sábado 8 de diciembre de 1984, a los 66 años, arrojándose al vacío desde el séptimo piso de un edificio en Mar del Plata. Según las pericias forenses, murió de manera instantánea, producto de un shock cardiogénico y politraumatismos severos con previa ingestión de barbitúricos.

## Homenajes
En 2006, la Legislatura de la Ciudad Autónoma de Buenos Aires bautizó con su nombre el estadio multipropósito, construido en la zona sur. Aunque fue diseñado para la realización de diferentes tipos de actividades, fue pensado para la práctica del tenis. Es el estadio de tenis más grande de Sudamérica.
El 19 de septiembre de 2006, el entonces jefe de Gobierno de la Ciudad de Buenos Aires, Jorge Telerman, presidió el acto de inauguración del estadio Mary Terán de Weiss como homenaje a su extensa trayectoria. El primer evento oficial disputado en dicho estadio en su honor fueron las semifinales de la Copa Davis 2006.
Desde 2017, una calle de la ciudad de Rosario ubicada en el barrio «La cerámica», lleva su nombre.
En 2019, la Universidad Nacional de Lanús inauguró un polideportivo que lleva su nombre, un espacio techado de cerca de 2000 metros cuadrados ubicado en la avenida Hipólito Yrigoyen 5682 en la ciudad de Remedios de Escalada, destinado a la práctica recreativa y participativa de la comunidad universitaria (estudiantes, trabajadores no docentes y docentes) con espacio de medidas reglamentarias para la práctica de balonmano, fútbol sala, básquet y vóley.